# Carcassonne Lufthavn
Carcassonne Lufthavn (IATA: CCF, ICAO: LFMK) er en lufthavn i Frankrig. Den er beliggende tre kilometer vest for Carcassonne i den sydfranske region Languedoc-Roussillon.
Lavprisflyselskabet Ryanair var i oktober 2013 eneste selskab som havde ruter til lufthavnen. I 2012 betjente lufthavnen 395.361 passagerer. École nationale de l'aviation civile har placeret en afdeling på lufthavnens område.

## Historie
Lufthavnen åbnede 28. maj 1970 med en rute til Paris-Orly Lufthavn. Denne rute blev drevet indtil 2001 hvor selskabet Air Liberté blev fusioneret.
4. juni 1998 åbnede lavprisflyselskabet Ryanair for første gang en rute fra Carcassonne, da de begyndte flyvninger fra London Stansted Airport. Charleroi kom på rutekortet i 2001, mens Dublin Airport blev tilføjet 8. april 2005. Fra 2006 til 2010 åbnede Ryanair yderlige ti ruter, hvoraf de fire hurtigt lukkede igen.
Veolia Transport overtog i 2011 ejerskabet og driften af lufthavnen.